# حسن الشاذلی
حسن الشاذلی (انگلیسی: Hassan El-Shazly; ۱۳ نوامبر ۱۹۴۳ – ۲۰ آوریل ۲۰۱۵) یک ورزشکار اهل مصر بود.این بازیکن فقید با ۱۷۳ گل رکوردار گلزنی در لیگ مصر است.
از باشگاه‌هایی که در آن بازی کرده‌است می‌توان به تیم ملی فوتبال مصر اشاره کرد.